# Kostel svatého Michaela archanděla (Čistá)
Kostel svatého archanděla Michaela je zaniklý, v minulosti farní kostel, který stával v bývalém královském horním městě Čistá. Po zániku Čisté přešlo území pod obec Rovná v okrese Sokolov v Karlovarském kraji.

## Historie
Na západním okraji náměstí uprostřed města stával původně raně renesanční farní kostel svatého Michaela Archanděla nejspíš z doby kolem poloviny 16. století. Datum založení kostela, ani architekt kostela nejsou známé. Zdejší fara je prvně zmiňována roku 1551. Fara však byla zrušena poté, co se v Čisté rozšířilo luteránství, ke kterému se hlásila většina obyvatel města. Změna nastala až v době pobělohorské při rekatolizaci ve dvacátých letech 17. století. Samostatná farnost byla obnovena až roku 1671 a do té doby byl kostel v Čisté filiálním ke kostelu svaté Kateřiny v Krásně. V roce 1772 došlo k velkému požáru města Čistá a kostel byl zcela zničen, včetně jeho vybavení a veškeré dokumentace.
Na místě kostela zničeného požárem byl v letech 1774–1775 vystavěn nový kostel shodného zasvěcení v barokním slohu. Stavbou byl pověřen tepelský stavitel Wenzel Hausmann. Kostel byl slavnostně vysvěcen v roce 1775. Po změně architektonické koncepce doplnila kostel v roce 1777 stavba věže v hlavní ose kostela.
Po skončení druhé světové války nahradila původní německou správu již v červenci 1945 místní správní komise, která však brzy ukončila svou činnost. Následovalo vysídlení německého obyvatelstva a v letech 1946 a 1947 město opustilo téměř všechno původní obyvatelstvo. Převážnou část území Slavkovského lesa zabral nově vzniklý Vojenský výcvikový prostor Prameny, do kterého byla Čistá začleněna na jaře roku 1946. Civilní osoby musely danou oblast opustit a město bylo úplně vyklizeno. Kostel zůstal opuštěn, neudržován a chátral. Letecké snímkování z roku 1952 zobrazuje zničené či velmi poškozené budovy města, zchátralý kostel však stále stál a pokrývala jej dokonce i střešní krytina. Později byly pozůstatky kostela strženy a zbytky kostela rozhrnuty buldozery, nejspíš v roce 1956, neboť dne 13. února 1957 informoval Okresní národní výbor Sokolov, že demolice v Čisté již byly provedeny. Jiný zdroj uvádí, že kostel byl zbořen zároveň s městem kolem roku 1950. Zaniklý kostel připomíná alej starých kaštanů a pietně upravené místo, kde kostel stával.

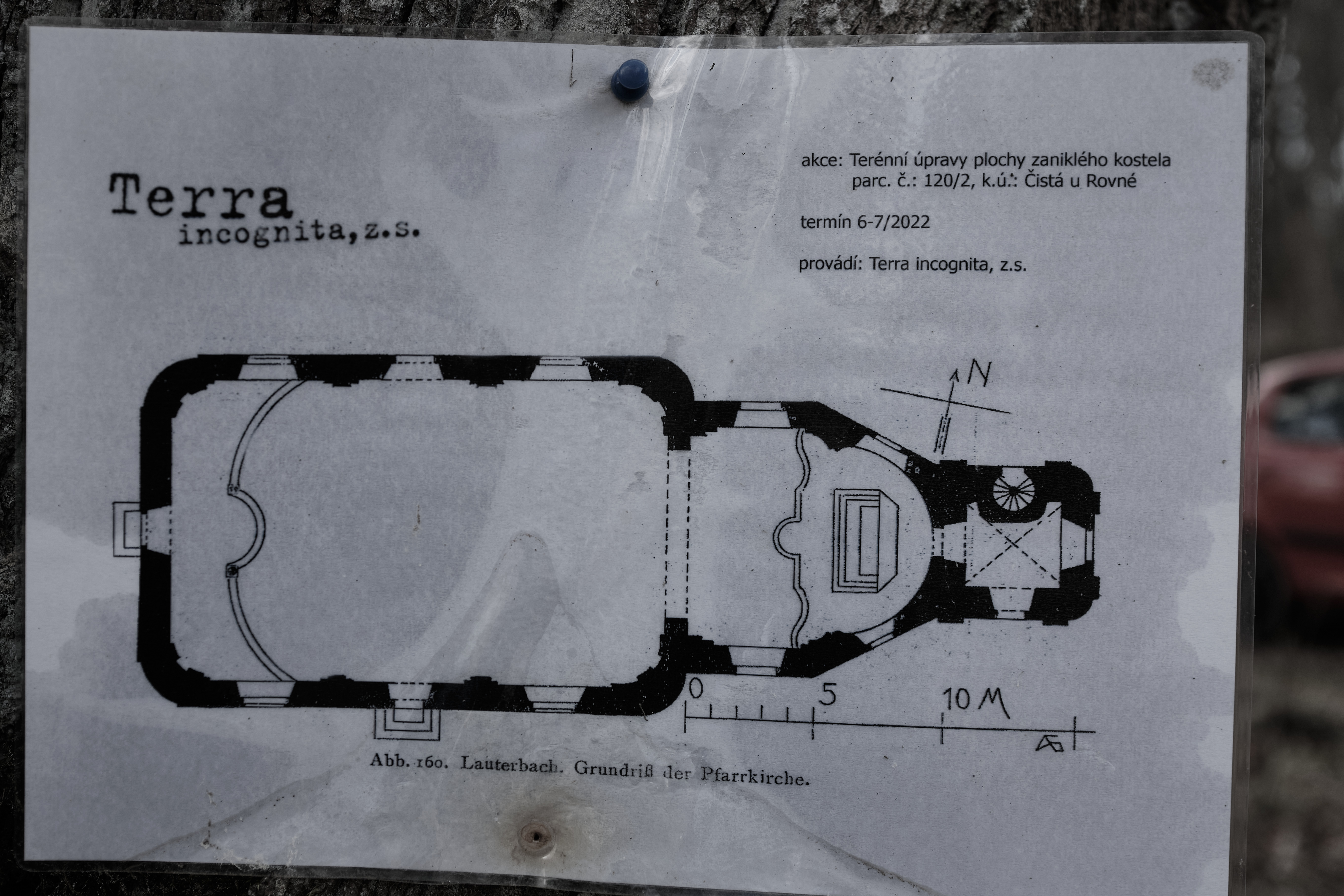
půdorys zaniklého kostela

Pro obnovu alespoň skromných pozůstatků kostela byl založen spolek. Zásluhou spolupráce s loketskou farností se stal vlastníkem pozemku zaniklého kostela a fary. Při průzkumu objevil spolek pozůstatek podstavce sochy svatého Jana Nepomuckého z roku 1869.

## Stavební podoba

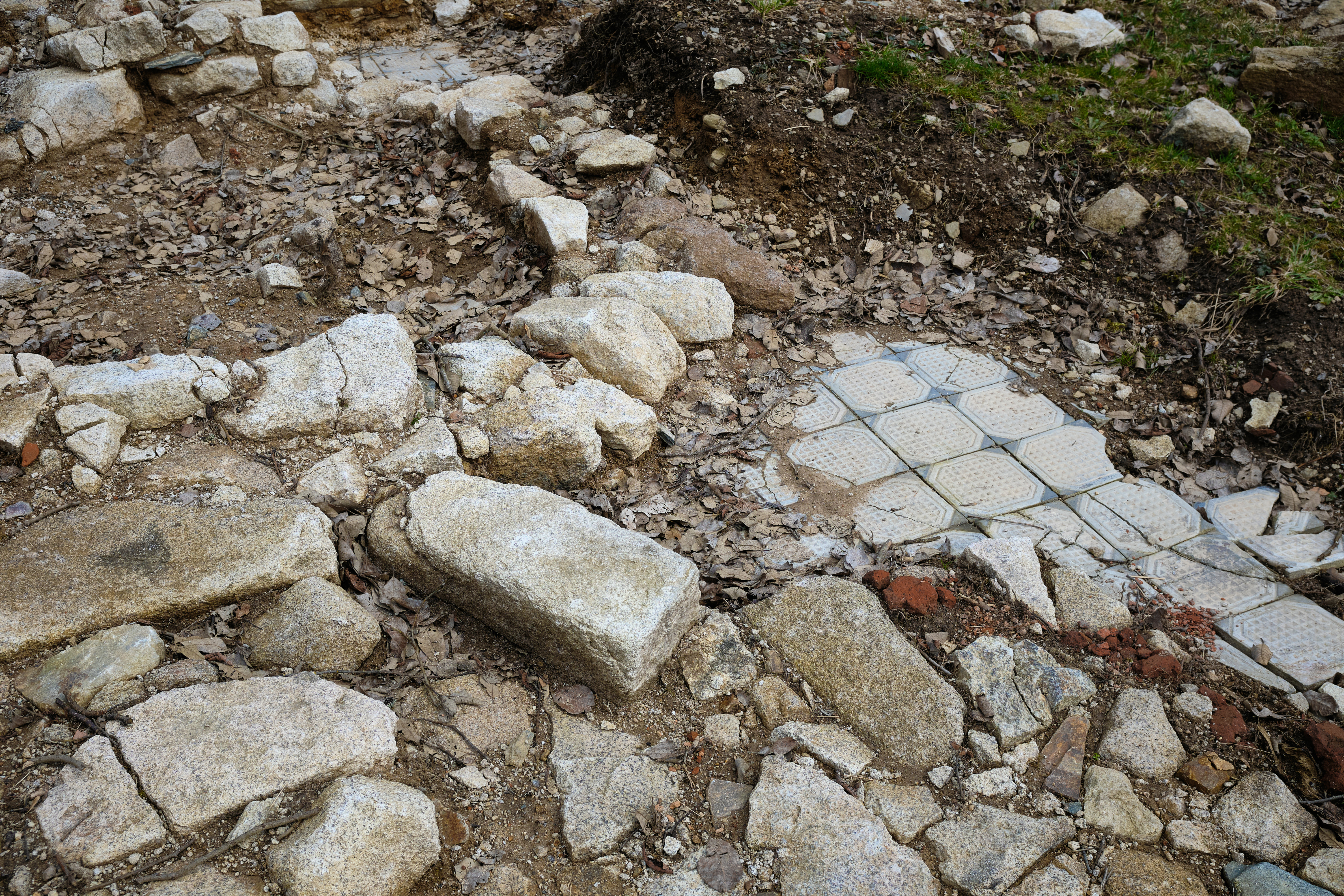
Odkryté základy kostela

Kostel byl jednolodní neorientovaná barokní stavba na obdélném půdorysu s polygonálním presbytářem. V roce 1777 doplnila kostel věž v hlavní ose na východní stěně presbytáře, netypicky napojená na odsazený a pentagonálně uzavřený presbytář. Ten v exteriéru prokazuje polygonální řešení, ovšem v interiéru byl uzavřen půlkruhově. Prostor presbytáře býval oddělen polokruhovým triumfálním obloukem. Masivní hranolová zvonová věž měla zaoblená nároží a byla členěná do dvou pater. Završena byla oplechovanou cibulovou bání s otevřenou osmibokou sloupkovou lucernou, zakončenou menší cibulovou bání s makovicí a latinským křížem na vrcholu. Zvonové patro věže bylo odděleno mohutnou vynesenou profilovanou římsou, na třech stranách prolomeno polokruhově zakončeným obdélnými okny. Okna měla dřevěné okenice s roletami v horní polovině. Nad východním oknem byl čtvercový, půlkruhově zakončený ciferník věžních hodin. Stěny věže byly členěny plochými nárožními pilastry a završeny mohutnou vynesenou profilovanou korunní římsou pod střechou s půlkruhově vydutými středy stran. V přízemí věže byla umístěna sakristie a při severní stěně obezděné točité schodiště do patra. V přízemí východní stěny věže bývalo menší polokruhově zakončené obdélné okno a v ose nad ním malé kruhové okno. Podélná plochostropá loď měla hlavní vstup ze západního průčelí kostela. V bočních stěnách byla situována obdélná polokruhově zakončená okna.

### Interiér
O vybavení kostela existují dobré informace díky dobovým fotografiím i vyobrazením či popisům Antona Gnirse. Sloupový portálový hlavní oltář svatého Michaela Archanděla je poměrně vysoká stavba s bohatě zdobeným retabulem. Byl ze dřeva a až do roku 1834 nebyl štafírován. Teprve v roce 1834 štafíroval oltář mistr Alois Mayss z Lokte. Oltář doplňovalo několik dřevěných barokních plastik. Po stranách bílého tabernáklu stály plastiky svatého Jana Nepomuckého a svatého Jáchyma. Oltářní obraz, nejspíš z druhé 19. století, jehož autor není znám, představuje svatého Archanděla Michaela s jeho charakteristickými atributy.
Oltářní obraz byl z kostela odvezen a je instalován v kapli svaté Anny na zámku v Osečanech.
V obou rozích před triumfálním obloukem stály menší postranní oltáře, které zdobily řezbářské práce z druhé poloviny 17. století. Oltář na evangelní straně byl zasvěcen Janu Křtiteli. Oltář na epištolní straně zdobila kompozice s motivem Ukřižování Ježíše Krista. Umělecky hodnotná byla barokní kazatelna, na jejímž zábradlí byla připevněna destička, vypovídající o obnově v roce 1901. Na kruchtě kostela bývaly původně umístěny varhany z roku 1781, které zhotovil plzeňský varhanář František Prokop Nolli. V roce 1914 byly nahrazeny novými od varhanářské firmy Markus a Zeidler z Úšovic u Mariánských Lázní. Dobrou cínařskou prací bylo několik oltářních lamp z 18. století, patrně z inventáře původního starého kostela, a hodnotná cínová křtitelnice, dar od občanů Norimberka.

### Zvony
Není známo, kdy byly vytvořeny první zvony pro starý kostel, zničený při požáru města v roce 1772. Farní kronika uvádí, že v původní kostelní věži visely tři zvony. Největší z nich vážil šest centů (pokud šlo o pražský cent, vážil zvon kolem 370 kilogramů, pokud šlo o cent norimberský, pak jen 300 kg). O původu zvonů, ani o zvonaři, který je ulil, se nic neví. Dne 10. června 1777, krátce po dokončení kostelní věže, objednal literbašský farář jeden zvon. Součástí objednávky smlouvy na dodání byla i doložka, že tento zvon nechá zvonař Di Val před dodáním vysvětit od prelátů v cisterciáckém klášteře ve Waldsassenu. K tomuto účelu předal farář zvonaři 192 liber kovu, který zbyl z roztavených zvonů starého kostela. Zvon dorazil do města 18. května 1778. Na tomto zvonu se ovšem po čase objevila trhlina a bylo jej proto nutné nechat přelít. Toho se v roce 1828 ujala snacha původního tvůrce zvonu Alžběta Di Val. Nový zvon měl průměr 69 cm, výšku 51 cm. V lucerně kostelní věže pak byly zavěšeny další dva menší zvony. První z nich byl z dílny chebského zvonaře Jana Jiřího Jordana. Vážil 31 kg a pocházel ze zaniklé kaple svatého Jana Křtitele. Není známo, kdy došlo k přenesení zvonu do kostela, nejspíš však brzy po jeho výstavbě nového kostela, nejpozději v roce 1789, kdy byla kaple zdemolována. Tento zvon byl v polovině 19. století poškozen a v roce 1857 došlo k jeho přelití. Staré zvony byly v roce 1917 z věže sejmuty a roztaveny pro armádní potřeby. Nový zvon byl odlit v roce 1920 a vysvěcen 7. března 1920. Zvon odlila firma Richard Herold v Chomutově. Zvon, vážící 95 kg, byl slavnostně zavěšen do kostelní věže dne 27. června 1926. Nový zvon nepřežil druhou světovou válku. Byl snesen z věže vojáky wehrmachtu a odvezen k rekvizici na válečnou výrobu. U data rekvizice se údaje farní a městské kroniky rozcházejí. Podle městské kroniky došlo k zabavení zvonů 16. ledna 1942, podle farní kroniky 19. února téhož roku. Oba prameny se ale shodují na tom, že byly zabaveny všechny zvony a ve věži zůstal jen původní malý zvon, označovaný jako Die elfte Glocke. Ten byl někdy po roce 1946 snesen z věže kostela a byl pokládán za zmizelý. Na základě zjištění v roce 2015 a 2016 byl však tento zvon objeven v Chlumu Svaté Maří, kde je umístěn v sanktusníku kostela Nanebevzetí Panny Marie a svaté Maří Magdaleny.